# Kesh (sikhisme)

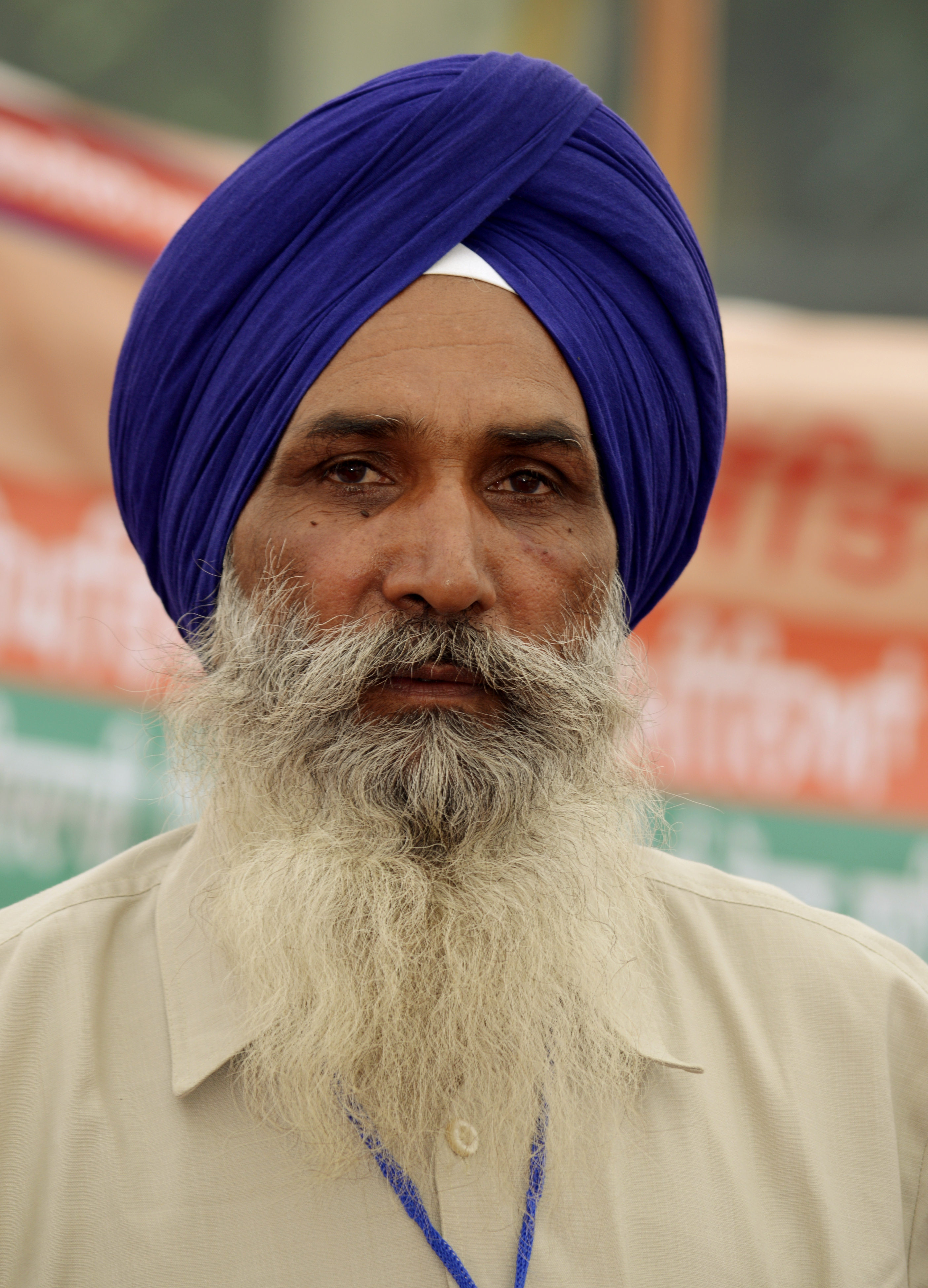
Un home sikh vesteix un turbant, per cobrir el seu cabell.

El Kesh, en el sikhisme, és l'acció de deixar-se créixer el cabell, com un símbol de respecte cap a la Creació de Déu. La pràctica del kesh, és una de les 5 K, els símbols ordenats pel Guru Gobind Singh el 1699, com un mitjà per professar la fe del sikhisme. El cabell es pentina dues vegades al dia amb la kanga (una pinta de fusta), una de les 5 K, i és lligat amb un simple nus, conegut com a Joora o Rishi knot. Aquest nus és normalment sostingut amb la kanga, i el cabell es cobreix després amb un turbant.

## Significat

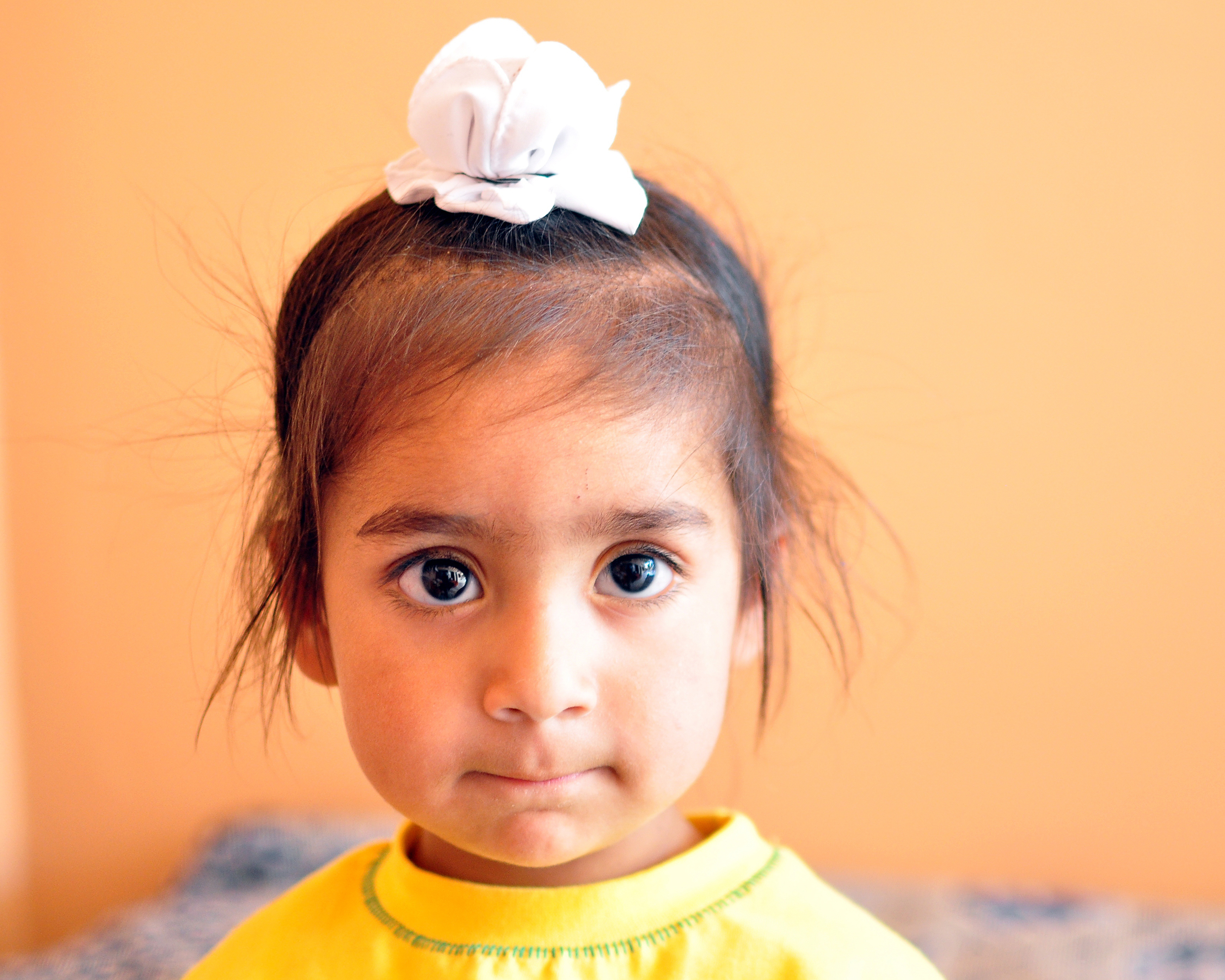
Un nen sikh duu posat un rumal.

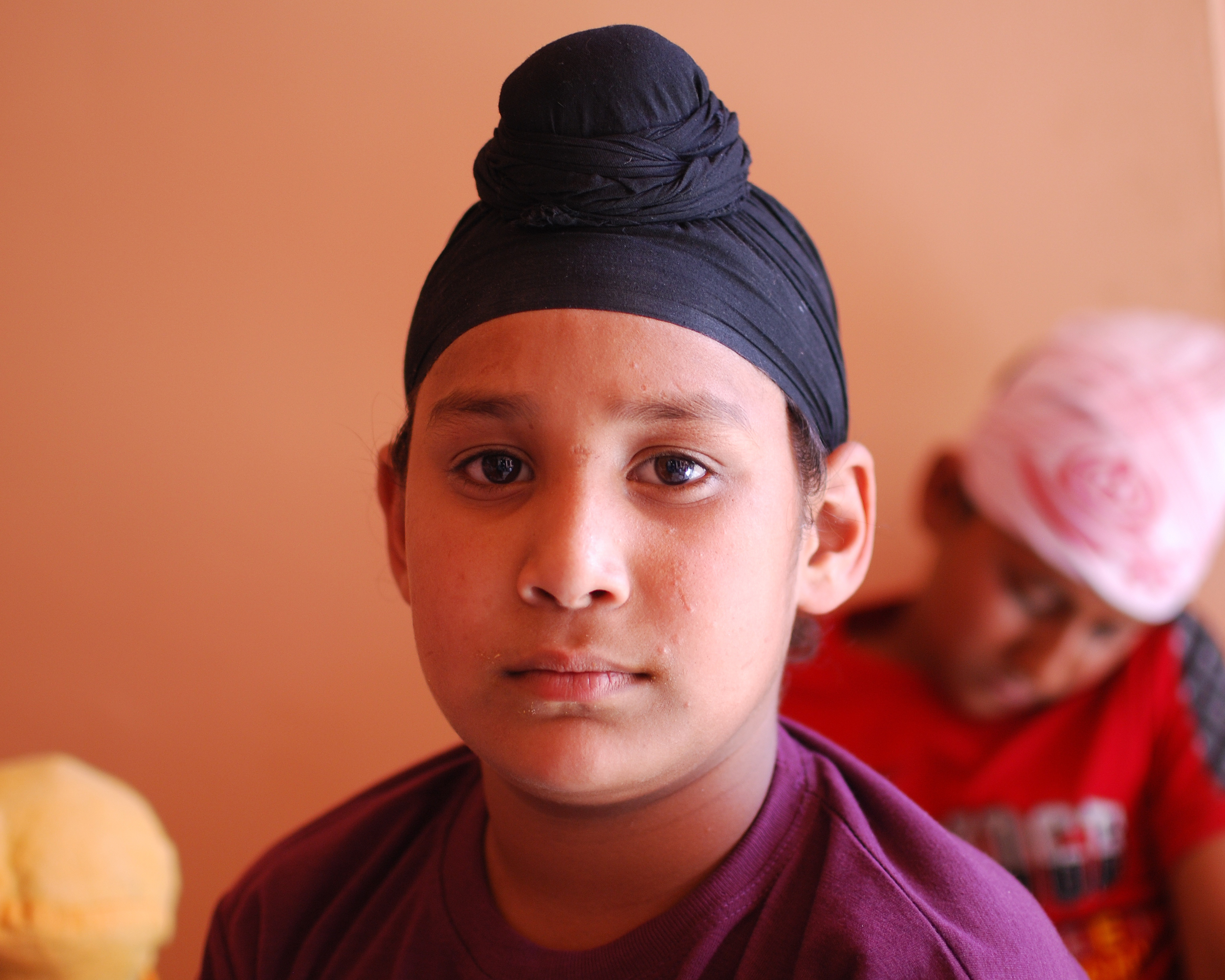
Un noi sikh vestint una patka.

El kesh és un senyal de devoció a Déu, el kesh fa recordar als sikhs que han d'obeir la voluntat de Déu. Durant el ritual del Amrit Sanchar en 1699, el Gurú Gobind Singh, va explicar el motiu per a això: 
"Els meus sikhs no faran servir la navalla d'afaitar. Per a ells l'ús de la navalla per afaitar-se la barba serà tan pecaminós com l'incest. Per a la khalsa aquest símbol estarà prescrit, perquè els sikhs puguin ser classificats com a purs."
Els sikhs creuen que honren a Déu no tallant-se el pel del cos, ja que és Déu qui ens ha regalat el pèl. La pràctica del kesh, juntament amb el pentinat del cabell, fent servir la kanga (una pinta de fusta), és una mostra de respecte cap a Déu, i cap a tots els seus regals. Tan important és el kesh, que durant la persecució dels sikhs sota l'Imperi Mogol, els seguidors del sikhisme preferien la mort abans que afaitar-se la barba, o tallar-se el cabell, encara que això els hauria permès poder amagar-se i salvar les seves vides.

## Tendències modernes
En els temps moderns, la moda de portar el cabell curt, ha rivalitzat amb la tradició. Aproximadament la meitat dels homes sikhs de l'Índia, han abandonat el turbant, i es tallen el cabell. Els motius per a això van des de la simple conveniència, per evitar haver de pentinar-se diàriament, i lligar-se els cabells, o bé perquè els seus pares es tallen els cabells, i els seus fills han decidit tallar-se el cabell ells també, o per la pressió social de la cultura majoritària, i per ajustar la seva aparença a la moda.